# Sebastian Biederlack
Sebastian Friedrich Felix Biederlack  (ur. 16 września 1981 w Hamburgu) – niemiecki hokeista na trawie. Dwukrotny medalista olimpijski.
W reprezentacji Niemiec debiutował w 1999. Brał udział w dwóch igrzyskach (IO 04, IO 08), na obu zdobywał medale: brąz w 2004 i złoto cztery lata później. Z kadrą brał udział m.in. w mistrzostwach świata w 2002 i 2006 (tytuły mistrzowskie) oraz kilku turniejach Champions Trophy (zwycięstwo w 2007) i mistrzostwach Europy